# 13 Pfeile Live
13 Pfeile Live ist das zweite Livealbum von Thomas Godoj. Es wurde während der Releaseparty zu seinem siebten Studioalbum am 25. Mai 2018 in der Rohrmeisterei Schwerte aufgenommen. Das Album erschien am 8. Mai 2020 über Tomzilla und F.A.M.E. Recordings in digitaler Form. Den Vertrieb übernahm Sony Music Entertainment.

## Entstehungsgeschichte
Anders als sein erstes Livealbum (Live ausm Pott) erschien 13 Pfeile Live nur in digitaler Form. Neben der digitalen Veröffentlichung auf allen gängigen Streaming-Plattformen besteht seit dem 26. September 2019 auf der offiziellen Website die Möglichkeit das Konzert als Videofile zu laden.

## Titel
Die Titelliste orientiert sich am zuvor erschienenen Studioalbum 13 Pfeile und wurde im Vergleich zum Konzert um mehrere Songs aus anderen Alben gekürzt.
| Nr. | Titel                               | Länge |
| --- | ----------------------------------- | ----- |
| 1.  | Keine Option                        | 3:26  |
| 2.  | Licht                               | 3:10  |
| 3.  | Gladiatoren                         | 3:21  |
| 4.  | Galionsfigur                        | 3:02  |
| 5.  | Heimathafen                         | 3:29  |
| 6.  | Katharsis                           | 3:56  |
| 7.  | Keine Sieger                        | 3:12  |
| 8.  | Untot                               | 3:29  |
| 9.  | Labyrinth der Bytes                 | 3:39  |
| 10. | Gehen                               | 3:54  |
| 11. | Kopf unter kaltes Wasser            | 4:22  |
| 12. | Bester Tag                          | 3:24  |
| 13. | Auf die Freiheit (feat. René Lipps) | 4:29  |

## Setlist des ganzen Konzerts
Beim Konzert selbst wurden mit insgesamt 21 Titeln, inklusive eines Zugabenteils von sieben Songs, acht Lieder mehr gespielt.
| Nr. | Titel                                                    | Länge |
| --- | -------------------------------------------------------- | ----- |
| 1.  | Keine Option                                             |       |
| 2.  | Licht                                                    |       |
| 3.  | Gladiatoren                                              |       |
| 4.  | Galionsfigur                                             |       |
| 5.  | Heimathafen                                              |       |
| 6.  | Katharsis                                                |       |
| 7.  | Keine Sieger                                             |       |
| 8.  | Untot                                                    |       |
| 9.  | Labyrinth der Bytes                                      |       |
| 10. | Gehen                                                    |       |
| 11. | Kopf unter kaltes Wasser                                 |       |
| 12. | Bester Tag                                               |       |
| 13. | Auf die Freiheit (feat. René Lipps)                      |       |
| 14. | Keine Option (feat. Ruhrpott-Rebellen)                   |       |
| 15. | Hallo Zeit                                               |       |
| 16. | Ein Tag im Leben eines Anderen                           |       |
| 17. | Dächer einer ganzen Stadt (feat. Bonny G. Assan am Bass) |       |
| 18. | Autopilot                                                |       |
| 19. | Seite an Seite                                           |       |
| 20. | Helden gesucht                                           |       |
| 21. | So gewollt                                               |       |